# Agrostis scouleri
Agrostis scouleri é uma espécie de gramínea do gênero Agrostis, pertencente à família Poaceae.